# Arthur Hultling (teaterman)
Arthur Karl Ingemar Hultling, född 19 juni 1926 i Örebro, död 5 november 2016 i Katarina distrikt i Stockholm, var en svensk skådespelare, teaterchef och teaterintendent.

## Biografi
Arthur Hultling var son till civilingenjören och författaren Arthur Hultling och Maja, ogift Carlsson, som var föreståndare för Vallersvik i många år. Han tog studentexamen i Stockholm 1947 och reservofficersexamen (kavalleriet) 1949. Han genomgick Göteborgs stadsteaters elevskola 1949 till 1951 varpå han engagerades vid Göteborgs stadsteater i ett år. Åren 1952 till 1963 var han engagerad vid Oscarsteatern, Folkan, Dramatikerstudion, Riksteatern och Svenska Teatern.

### Pionjärteatern
Han grundade 1954 Pionjärteatern där han även var chef. 1965 blev Pionjärteatern en enhet inom Riksteatern.
År 1963 blev han teaterintendent i Västerås stad. Bland roller han spelade kan nämnas Tartuffe, Othello och Brumbjörnen. Åren 1972–1981 var han kulturchef i Solna och 1982–1991 i Täby.
Arthur Hultling arrangerade efter sin pension från 1993 till sin död 2016 årliga skulpturutställningar på Öja på Landsort sommartid och låg bakom utdelningen av det årliga Skulptörförbundets Sergelstipendium.
Hultling gifte sig 1950 med Birgitta Cahle (född 1928) samt är far till läkaren Claes Hultling, sportjournalisten Katarina Hultling och Anna Hultling (född 1958). Han är gravsatt i minneslunden på Skogskyrkogården i Stockholm.

## Filmografi
- 1954 – Taxi 13
- 1955 – Resa i natten
- 1955 – Mord, lilla vän
- 1959 – En skotte-historia
- 1991 – På öppen gata
- 1994 – Illusioner
- 2006 – Sök

## Teater

### Roller (ej komplett)
| År   | Roll                               | Produktion                                                                 | Regi               | Teater                                 |
| ---- | ---------------------------------- | -------------------------------------------------------------------------- | ------------------ | -------------------------------------- |
| 1950 | Gendarm                            | Guds ord på landet (Divinas palabras) Ramón del Valle-Inclán               | Ingmar Bergman     | Göteborgs stadsteater                  |
| 1952 | Filostrat, festarrangör hos Tesevs | En midsommarnattsdröm (A Midsummer Night's Dream) William Shakespeare      | Knut Ström         | Göteborgs stadsteater, 8 februari 1952 |
| 1954 |                                    | Dödsdansen II August Strindberg                                            | Per Simon Edström  | Kammarteatern                          |
| 1954 |                                    | Ett glas vatten (Le verre d’eau ou Les effets et les causes) Eugene Scribe | Brita von Horn     | Kammarteatern                          |
| 1954 |                                    | Lyckliga dagar (Les jours heureux) Claude-André Puget                      | Lars-Erik Liedholm | Pionjärteatern                         |
| 1957 | Dorante                            | Kärlekens komedi (Le jeu de l'amour et du hazard) Pierre de Marivaux       | Gösta Terserus     | Riksteatern                            |

## Radioteater

### Roller
| År   | Roll        | Produktion                                                 | Regi                |
| ---- | ----------- | ---------------------------------------------------------- | ------------------- |
| 1950 | Henry Adams | Miljonpundssedeln (The Million Pound Bank Note) Mark Twain | Benkt-Åke Benktsson |